# 多瑙塞克彻
多瑙塞克彻（匈牙利語：Dunaszekcső）是匈牙利巴兰尼亚州所辖的一个村。总面积36.75平方公里，总人口1957，人口密度53.3人/平方公里（2011年1月1日）。